# Crusino II Sommaripa
Crusino II Sommaripa, mort vers 1500, est seigneur d'Andros à partir de 1468, succédant à son frère, Giovanni.